# Pauly-Brousse
Pour les articles homonymes, voir Pauly et Brousse.
Pauly-Brousse est une localité Bakwé située au sud-ouest de la Côte d’Ivoire et appartenant au département de Sassandra, dans la Région du Bas-Sassandra. La localité de Pauly-Brousse est un chef-lieu de commune.